# Splendrillia boucheti
Splendrillia boucheti là một loài ốc biển, là động vật thân mềm chân bụng sống ở biển thuộc họ Drilliidae.